# GNU
GNU (výslovnost [ɡnuː]IPA; anglicky také pakůň, odtud logo systému i projektu) je v tuto chvíli[kdy?] nekompletní počítačový svobodný operační systém projektu GNU. Jeho jméno je rekurzivní zkratka pro anglické „GNU's Not Unix!“ (GNU Není Unix!). Systém je tzv. UNIX-like a neobsahuje žádný originální kód Unixu. Jelikož pro něj ještě nebylo dopsáno jeho oficiální jádro GNU Hurd ([ɡnuː ˈhəːd]), používá obvykle jádro Linux nebo Linux-libre, případně jádro OpenSolaris či další svobodná jádra. Mezi distribuce tohoto systému patří např. GNU/Linux nebo Nexenta OS. Vývoj tohoto systému byl iniciován v projektu GNU Richardem Stallmanem, který započal v roce 1984 a byl hlavním záměrem společnosti Free Software Foundation (FSF). V roce 2024 stále není stabilní vydání GNU. Jádra, která nemají nic společného s GNU, například známé linuxové jádro může být využito s GNU softwarem.

## Historie
27. září 1983 byl Richardem Stallmanem na stránkách net.unix-wizards a net.usoft uveřejněn záměr pro vytvoření GNU operačního systému. Vývoj softwaru započal 5. ledna 1984, když Stallman ukončil práci na Massachusettském technologickém institutu (MIT) v laboratoři umělé inteligence, kvůli právu na vlastnictví a aby nemohli zasahovat do distribuce GNU jako svobodného softwaru (free software). Název GNU byl vybrán Richardem Stallmanem výběrem z různých slovních hříček, včetně písně The Gnu.
Hlavní myšlenkou bylo vytvořit kompletně svobodný operační systém. Stallman chtěl, aby uživatelé byli „free“ (variace angl. slova – znamená volný/svobodný). Chtěl, aby mohli:
- volně studovat zdrojový kód softwaru, který používají
- volně sdílet software s jinými uživateli
- volně upravovat chování programu
- volně zveřejňovat upravené verze softwaru.

Tato myšlenka byla později uveřejněna jako GNU Manifest v dubnu roku 1985.
Stallmanovy zkušenosti s Incompatible Timesharing Systemem, což byl raný operační systém napsaný v jazyku symbolických adres, který se stal zastaralým kvůli přerušení výroby minipočítače PDP-10, pro který byl napsán, vedly k rozhodnutí, že je zapotřebí přenositelného systému. Bylo proto rozhodnuto, že GNU bude ponejvíce kompatibilní s Unixem. Již v té době byl Unix populárním komerčním softwarem. Unix byl navržen modulárně, takže mohl být reimplementován po částech.
S většinou potřebného softwaru bylo potřeba začít od píky. Na druhou stranu byl použit svobodný software třetích stran, jako například TeX (výslovnost [tech], angl. [tek]) sázecí software, X Window System a jádro Mach, které formuje základ GNU Mach jádra GNU Hurd (oficiální jádro GNU). S výjimkou posledně zmíněných komponentů třetích stran, byla většina GNU napsána dobrovolníky z GNU Projektu. Někteří psali GNU ve svém volném čase, někteří byli placeni společnostmi, vzdělávacími institucemi a neziskovými společnostmi. V říjnu roku 1985 Stallman vytvořil Free Software Foundation (FSF). Na přelomu let 1980 a 1990 si FSF najalo softwarové vývojáře, aby jim napsali potřebný software pro GNU.
Jak se GNU dostávalo do popředí, společnosti, které měly zájem, začaly přispívat k vývoji, nebo k prodeji GNU softwaru a technické podpory. Nejvýznačnější a nejúspěšnější byla firma Cygnus Solutions, nyní součástí Red Hat.

## Komponenty
Základní systémové komponenty obsahují GNU Compiler Collection (GCC), GNU C Library(glibc) a GNU Core Utilities (coreutils), ale také GNU Debugger (GDB), GNU binutils (binutils), Bash shell a GNOME Desktopové prostředí. Vývojáři GNU přispěli Linuxu, přenesením GNU aplikací a nástrojů, které jsou nyní široce využívané na jiných operačních systémech jako varianty BSD, Solaris a macOS.
Mnoho GNU programů bylo přeneseno na jiné operační systémy, včetně komerčních platforem jako MS Windows a macOS. V porovnání s jejich komerčními protějšky se GNU prokázaly být také více spolehlivé.
V roce 2007 bylo hostováno 319 GNU balíčků na oficiálních stránkách vývoje GNU.

## Varianty GNU
Oficiální jádro Projektu GNU je GNU Hurd mikrojádro. Nicméně v roce 2012 je linuxové jádro oficiálně částí Projektu GNU ve formě Linux-libre – varianta linuxového jádra bez jakýchkoliv proprietárních součástí.
Ostatní jádra se také dají zakomponovat do GNU softwaru k vytvoření fungujícího operačního systému, např. FreeBSD. FSF (Free Software Foundation) prohlašuje, že Linux použitý s GNU nástroji a pomůckami, by měl být považován za variantu GNU a dále proklamuje pro tyto systémy termín GNU/Linux (Tato okolnost vede k GNU/Linux kontroverzi). GNU Projekt takto schválil varianty GNU obsahující linuxové jádro zejména gNewSense, Trisquel a Parabola GNU/Linux. Ostatní varianty GNU, které nepoužívají Hurd jako jádro obsahují Nexenta Core (GNU a jádro OpenSolaris)  a GNU-Darwin.